# Cerithiopsis lata
Cerithiopsis lata är en snäckart som först beskrevs av C. B. Adams 1850.  Cerithiopsis lata ingår i släktet Cerithiopsis och familjen Cerithiopsidae. Inga underarter finns listade i Catalogue of Life.